# Kasvimuseo
Le musée botanique d'Helsinki (en finnois : Kasvimuseo) est une unité du Musée d'histoire naturelle et du campus du centre-ville d'Helsinki.
Le bâtiment du musée botanique est situé dans le jardin botanique de Kaisaniemi dans le quartier de Kluuvi au centre-ville d'Helsinki en Finlande.

## Présentation
On compte environ 3,5 millions de spécimens dans les collections d'herbiers du musée botanique, et les collections s'agrandissent d'environ 15 000 à 20 000 spécimens par an.
Les collections se trouvent principalement à Kaisaniemi, mais certaines sont entreposées temporairement au sous-sol de la Bibliothèque nationale de Finlande.
Les collections sont classées en Plantes vasculaires, Bryophytes et algues, Champignons (qui comprennent également des lichens) et sont utilisées par des chercheurs nationaux et étrangers.
Le musée possède d'importantes collections régionales provenant, entre autres, de Chine, de Papouasie-Nouvelle-Guinée et de Patagonie.
Le Musée Botanique octroie des prêts et reçoit des spécimens à l'international. Il n'y a pas d'expositions publiques au musée botanique.
Cependant, un accès gratuit au bâtiment et aux travaux de l'unité botanique a été organisé à plusieurs reprises pour le public. Cependant, une petite partie des collections a été exposée dans les expositions du Musée d'histoire naturelle (Pohjoinen Rautatiekatu 13). Il existe également des plantes vivantes dans les serres et le jardin extérieur du jardin botanique (Kaisaniemenranta 2 / Unioninkatu 44), ouverts au public.

## Bâtiment du musée

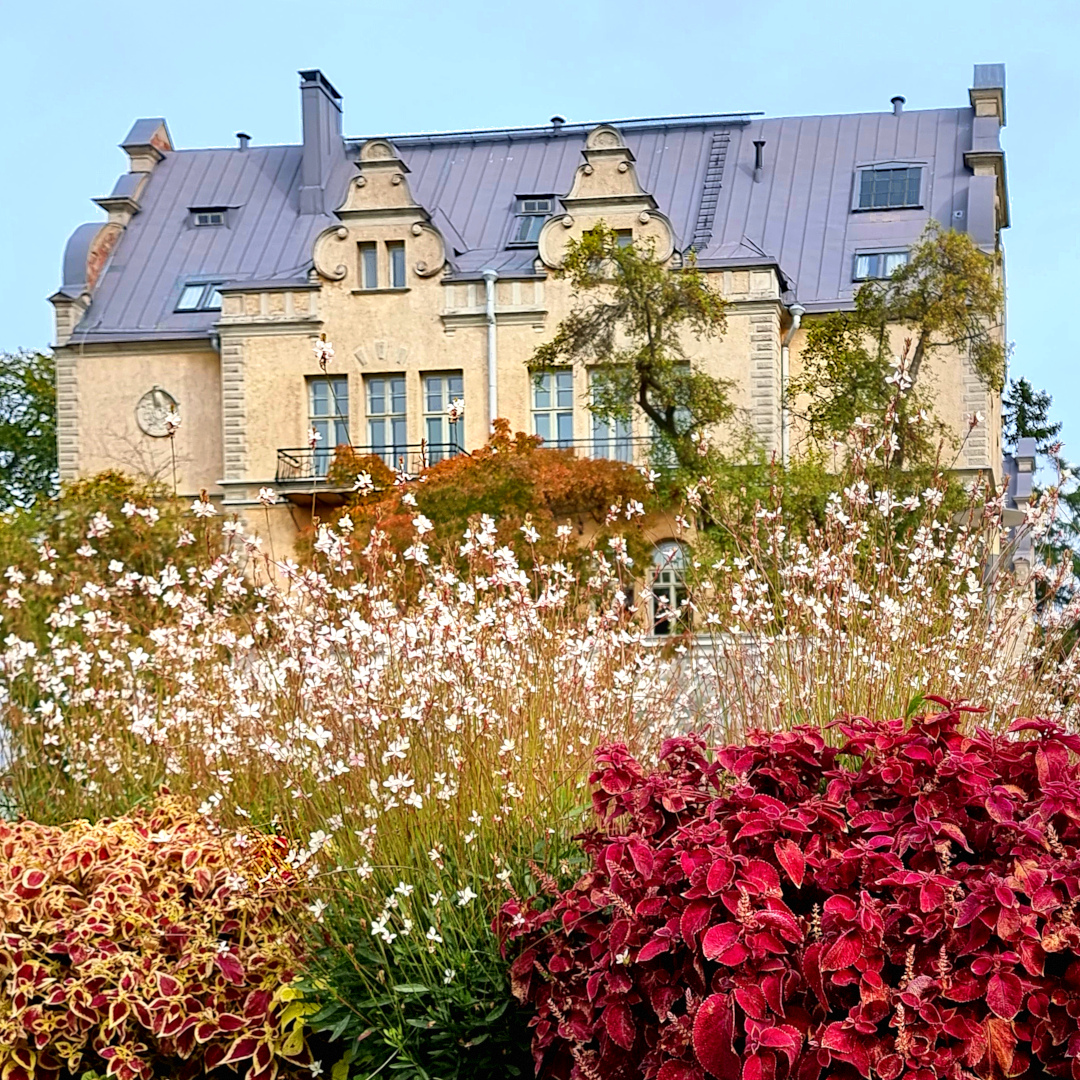

Le bâtiment actuel du musée botanique a été achevé en 1903 et a été construit sur le site de l'ancien bâtiment principal. Il a été conçu par l'architecte Gustaf Nyström.
Lorsque la Finlande était sur le point de devenir un royaume en 1918, un bâtiment ressemblant à un château fut prévu comme l'une des résidences officielles du nouveau roi.
Cependant, les projets ne se sont pas concrétisés car la Finlande est finalement devenue une république.

## Recherche
Les équipes de l'Unité de Botanique mènent des recherches polyvalentes liées à la taxonomie, la systématique, l'évolution, la biologie de la conservation de la nature et la répartition des plantes et des champignons. Des chercheurs étrangers visitent le musée chaque année pour des périodes de durées différentes. Les chercheurs de l'unité mènent des recherches dans différentes parties du monde, notamment dans les pays en développement, dont beaucoup ne disposent pas de leurs propres chercheurs. Les domaines d'intérêt de la recherche végétale à l'étranger ont varié selon les époques. Il s’agit par exemple de l’Asie de l’Est et de l'Asie du Sud-Est.

## Collections
Les débuts des collections remontent au XVIIe siècle à l'Académie royale d'Åbo, où Elias Tillandz (fi) fonda le jardin botanique en 1678. Cependant, l'année de création du Musée botanique est considérée comme 1750. Les spécimens les plus anciens du Musée botanique qui ont été sauvés du grand incendie de Turku datent des XVIIe et XVIIIe siècles. Le musée est particulièrement connu pour ses collections uniques de mousses et de lichens, collectées dans différentes parties du monde, notamment par des scientifiques finlandais pionniers du XIXe siècle. Il s’agit de collections anciennes très significatives du point de vue de la recherche.

### Archives
Le musée abrite les Archives botaniques. Une vaste archive de flore couvrant principalement la Finlande et le nord-ouest de la Russie et une base de données botanique nationale.

### Plantes vasculaires
Le musée possède environ 1,83 million de spécimens dans les collections de plantes vasculaires, provenant notamment des pays nordiques et d'Amérique du Nord, ainsi que des zones fraîches et tempérées d'Asie.
Environ 5 000 à 10 000 spécimens sont ajoutés aux collections chaque année. Il existe environ 700 000 spécimens de la Fennoscandie orientale. Le matériel historique le plus important est la collection d'environ 120 000 spécimens donnés par Christian von Steven (1781-1863) en 1861. Il compte plus d’un millier de holotypes. Von Steven était un botaniste d'origine finlandaise qui a réalisé l'œuvre de sa vie dans le sud de la Russie et en Crimée.
Les échantillons de plantes vasculaires numérisés sont sur le site"Laji.fi".

### Bryophytes et algues
la collection de mousses et d'algues est la plus importante au monde en termes de représentativité et de signification des échantillons. Les collections sont le résultat de plus de 150 ans de recherche internationale sur les mousses. Les collections comptent au total environ 710 000 échantillons de mousse. Les échantillons les plus anciens datent du XVIIIe siècle et environ 2 500 nouveaux échantillons sont ajoutés chaque année.
Les collections les plus importantes sont les herbiers de mousses historiques de Viktor Ferdinand Brotherus (fi) (83 000 échantillons et 15 500 espèces de mousses du monde entier) et de Sextus Otto Lindberg (48 000 spécimens et environ 5 000 espèces), qui sont conservés séparément. Le nombre d’holotypes de mousses est estimé à environ 20 000.
Les échantillons de plantes vasculaires numérisés sont sur le site "Laji.fi".

### Champignons
Les collections de champignons comprennent près d'un demi-million d'échantillons. La plus grande partie de la collection est constituée de cèpes domestiques (environ 90 000 échantillons) et de champignons à lames (environ 75 000 échantillons). Jusqu'à présent, environ 3 500 holotypes ont été numérisés et le nombre total est estimé à près de 5 000. Du point de vue de la recherche taxonomique, les spécimens types les plus importants sont plus de 3 000. Les collections étrangères de gaufres sont parmi les plus diversifiées au monde et la Russie est particulièrement bien représentée. Parmi les matériaux historiques, les plus précieux sont les champignons à tige et à coque de Petter Karsten (1834-1917) et les microchampignons de Johan Liro (1872-1943).
Les échantillons de plantes vasculaires numérisés sont sur le site "Laji.fi".

## Publications du Musée botanique
Les principales publications du musée botanique:

### Publications électroniques
- Atlas des oiseaux (4e atlas des oiseaux de Finlande 2022-2025). L'atlas des oiseaux étudie la répartition des oiseaux nicheurs finlandais.

- Atlas botanique. Une vaste base de données nationale sur les plantes maintenue par le Musée botanique sur les plantes vasculaires de Finlande et des régions voisines.

- Bulletin de Botanique.

### Revues
- Lutukka, le journal de l'amateur et chercheur botanique.
- Pimpinella, revue des Jardins Botaniques.
- Ulmus, guides de collection du Jardin Botanique, matériel d'étude et numéros thématiques.
- Norrlinia, la série de publications de l'Unité scientifique de botanique et de champignons, qui publie des revues approfondies, des études et des guides d'identification.
- Sahlbergia, revue scientifique qui publie de courts articles sur les invertébrés.

### Livres
- Erämaita, sieniä ja ihmisiä, Dans ce recueil d'histoires, Tuomo Niemelä raconte le début, la vie quotidienne, les moments forts et les points faibles de sa carrière de chercheur.

- Sienet ja metsien luontoarvot, Le livre présente un système de notation pour 545 champignons indicateurs dans les habitats forestiers valorisés pour la conservation de la nature..

- Suomen helttasienten ja tattien ekologia, levinneisyys ja uhanalaisuus, 1 700 champignons vénéneux finlandais ont été examinés, dont près de deux cents sont en voie de disparition ou à surveiller.

- Suomen limasienet, Le livre présente les 213 espèces de champignons visqueux de Finlande avec des images en couleur et des informations sur leur répartition.

- Suomen rupijäkälät, Le livre présente les lichens les plus courants et les plus intéressants de Finlande, ainsi que certains champignons, soit un total de 300 espèces..

- Suomen jäkäläopas, Le guide finlandais des lichens présente tous les macrolichens trouvés en Finlande, soit un total de 481 espèces,